# Трубчевский уезд

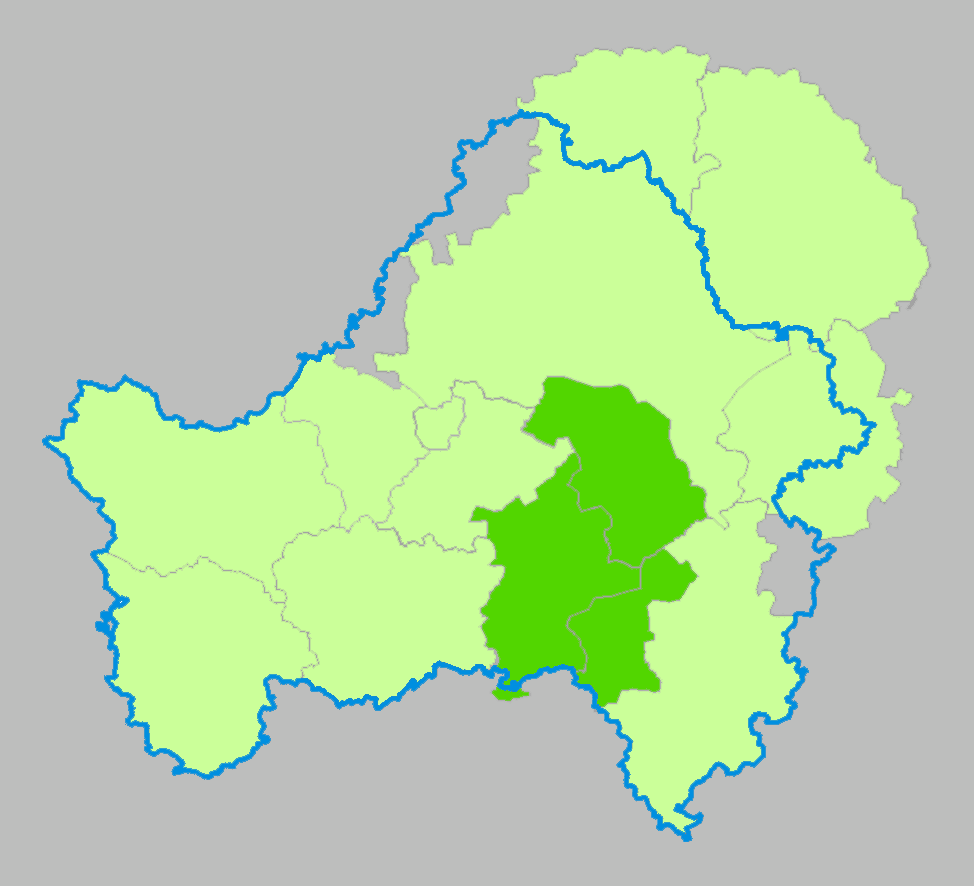
Трубчевский уезд на карте Брянской губернии. Показана схема его раздела между Бежицким, Почепским и Севским уездами. Голубым цветом показана граница современной Брянской области

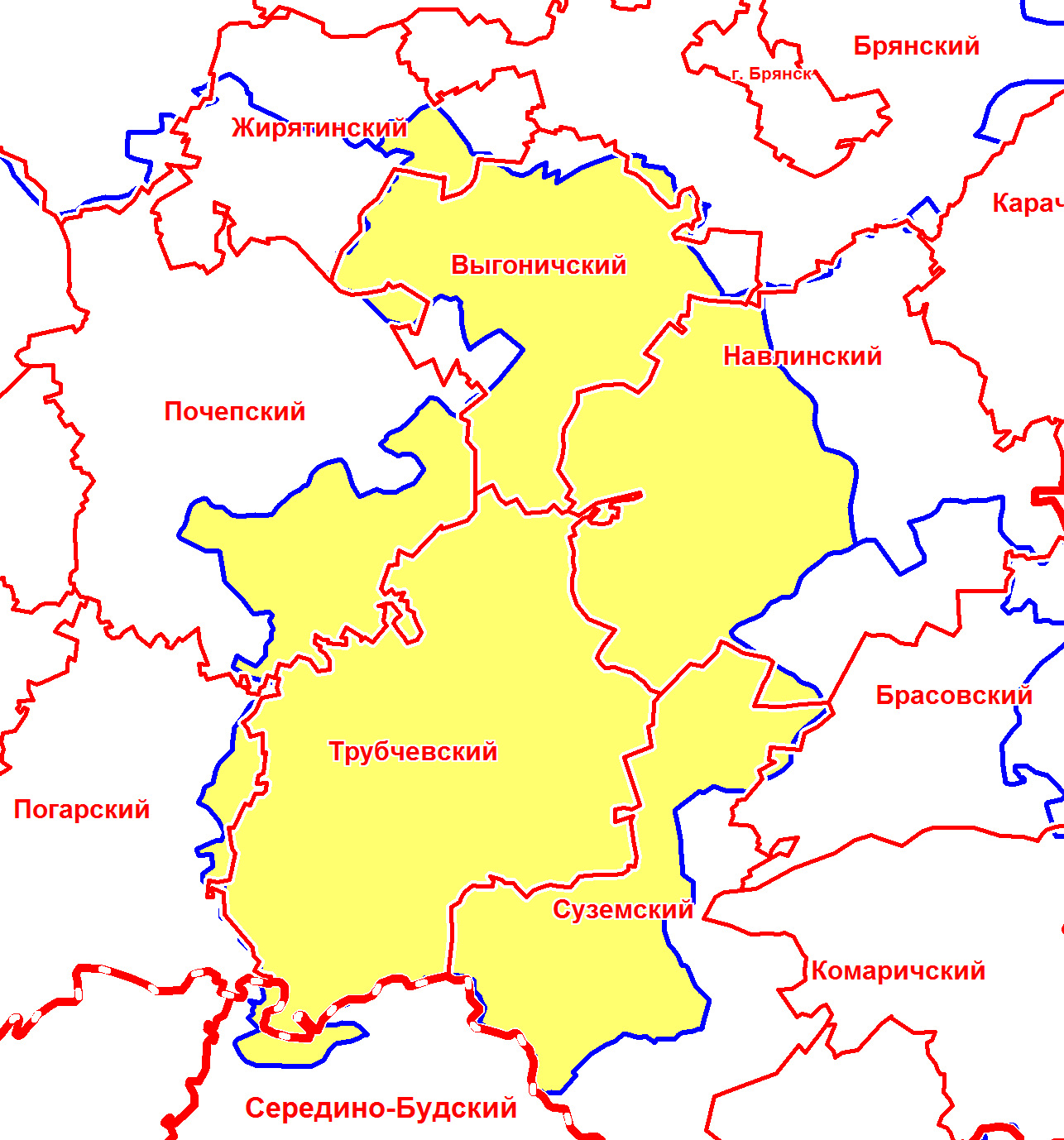
Трубчевский уезд в современной сетке районов

Трубче́вский уезд — административная единица в составе Орловской губернии Российской империи, а с 1920 года — в Брянской губернии РСФСР. Административный центр («уездный город») — Трубчевск.

## История
Понятия Трубчевский уезд и тождественное ему Трубчевская округа встречаются в исторической литературе с XVI века, когда эти земли были присоединены к Русскому государству. Фактически Трубчевский уезд является правопреемником Трубчевского княжества, землями которого князья Трубецкие владели до 1566 года.
По условиям Деулинского перемирия 1618 года и Поляновского мира 1634 года, территория Трубчевского уезда была признана за Речью Посполитой (возвращена в 1645 году).
C введением деления России на губернии, в 1708 году Трубчевский уезд вошёл в Киевскую губернию (с 1719 года — в составе её Севской провинции); с 1727 года в составе той же провинции был передан в Белгородскую губернию.
В 1778 году Трубчевский уезд вошёл в состав новообразованного Орловского наместничества, которое с 1796 года стало именоваться Орловской губернией.
В 1920 году Трубчевский уезд был передан в Брянскую губернию. В 1922—1924 годах лесистая восточная часть его территории отошла к Бежицкому и Севскому уездам, а густонаселённая западная часть Трубчевского уезда, включая город Трубчевск, в 1924 году была присоединена к Почепскому уезду.
Ныне практически вся территория бывшего Трубчевского уезда входит в состав Брянской области (Трубчевский, Выгоничский, частично — Погарский, Почепский, Жирятинский, Навлинский, Брасовский и Суземский районы). Небольшая часть уезда на его крайнем юге (село Знобь-Трубчевская с прилегающими посёлками) с 1926 года отошла к Украинской ССР.

## Административное деление
В 1890 году в уезде было 9 волостей: Красносельская, Краснослободская, Пролысовская, Селецкая, Семячковская, Стрелецкая (центр — город Трубчевск), Уручьенская, Усохская, Юровская. В 1910 году, за счёт дробления существующих волостей, возникли Кокинская и Малфинская волости, в 1917—1918 годах — Суземская, Никольская (центр — село Жирятино), Кокоревская и Крестовская, в 1919 году — Рёвенская, в 1920 году — Салтановская волость. Некоторые из новообразованных волостей существовали крайне непродолжительное время.
По состоянию на 1920 год, административное деление Трубчевского уезда было следующим:
| Волости          | Сельсоветы |
| ---------------- | --- |
| Кокинская        | Бабинский, Выгоничский, Горицкий, Городецкий, Дембирский, Клинковский, Кокинский, Николаевский, Новоникольский, Палужский, Паниковецкий, Полубеевский, Скрябинский, Скуратовский, Слободской, Упоройский |
| Краснослободская | Денисовский, Кокоревский, Краснослободский, Мальцевский, Смелижский, Тарасовский, Теребушкинский, Черневский, Чухраевский |
| Крестовская      | Бородинский, Бурачовский, Залядковский, Козловский, Кожановский, Красновский, Крутицкий, Ореховский, Пильшинский, Рыновский, Хмелевский, Чертовичский |
| Малфинская       | Городищенский, Горский, Граборовский, Жирятинский, Имёнский, Карповский, Колычовский, Комягинский, Крупецкий, Лбинский, Маковский, Малокрупецкий, Малфинский, Михайловский, Ольховский, Орменский, Покровский, Творишенский |
| Пролысовская     | Андреевский, Гаврилковский, Гарский, Глыбский, Гололобовский, Журавский, Казачий, Ловченский, Мостовской, Никольский, Пролысовский, Рёвенский, Сидоровский, Сытёнский |
| Салтановская     | Алексеевский, Алёшинский, Вздруженский, Вознесенский, Ворковский, Глинненский, Еловикинский, Задумченский, Зелепуговский, Крапивенский, Липовский, Поддумченский, Салтановский, Святовский, Сергинский, Сивцевский |
| Селецкая         | Алешанский, Боршенский, Глыбоченский, Грязивецкий, Деменской, Емельяновский, Знобской (бывш. удельн.), Знобской (бывш. гос.), Исаевский, Кожуровский, Любецкий, Любовенский, Митинский, Петровский, Романовский, Сагутьевский, Селецкий (бывш. удельн.), Селецкий (бывш. гос.), Сосновский, Удолинский, Хотушский, Хотьяновский |
| Семячковская     | Андреевский, Бобовнянский, Войборовский, Волотынский, Голевский, Груздовской, Дольский, Калачовский, Каружский, Коршиковский, Котляковский, Котовский, Могорьский, Молчановский, Мосточинский, Огородинский, Паровичский, Семячковский, Семецкий, Старокраснослободский, Тигинёвский, Чуркинский, Шеменевский, Щетининский |
| Стрелецкая       | Аладьинский, Верхневилковский, Верхнегородецкий, Власовский, Груздовской, Духновский, Зареченский, Ильинский, Карташовский, Кветунский, Колодезский, Лучанский, Макарзновский, Нижневилковский, Ожиговский, Переднегородецкий, Поповский, Потаповский, Пушкарский, Селинский, Среднегородецкий, Стрелецкий, Телецкий, Теменской 1-й, Теменской 2-й, Тишинский, Ужанский 1-й, Ужанский 2-й, Филипповичский, Чмыховский                                               |
| Суземская        | Герасимовский, Горожанский, Негинский, Новопогощенский, Старопогощенский, Суземский, Улицкий, Ямновский |
| Уручьенская      | Александровский, Богдановский, Ивановский, Каменский (?), Карасево-Лужский, Колоднянский, Копылинский, Лбовский, Лопушской, Милечский, Мирковоутынский, Мякишевский, Новомилечский, Павловский, Переторгский, Пральненский, Рясенский, Саврасовский, Саловососновский, Сосновоболотский, Субботовский, Тарасовский, Тщанский (деревенский), Тщанский (хуторской), Удельноутынский, Упологский, Уручьенский, Усошенский (сельский), Усошенский (хуторской), Яковский |
| Усохская         | Аннинский, Арельский, Белиловский, Белоголовичский, Верхненовосельский, Глинский, Гнилёвский, Горошковский, Дольский, Дятьковичский, Комягинский, Остролуцкий, Радинский, Радутинский, Радчинский, Рожокский, Слободской, Субботовский, Усохский, Шилинский |
| Юровская         | Аксёновский, Бойковский, Бурятновский (?), Василёнский, Выползовский, Гагаринский (?), Голубчанский, Здесловский, Ивановский, Козловский, Липовский, Ломакинский, Любожичский, Манцуровский, Монастырщенский, Новониколаевский, Осиновский, Плюсковский 1-й, Плюсковский 2-й, Прудковский, Рябчовский, Уруковский, Фомчинский, Шуклинский, Юровский, Юровский (поселковый)                                                                                          |

В 1920-е годы происходил обратный процесс укрупнения волостей, который завершился уже после расформирования Трубчевского уезда.

## Население
По данным переписи 1897 года, в уезде проживало 130,5 тыс. чел., в том числе в уездном городе Трубчевске — 7416 чел.